# 수원읍
수원읍(1931년~1949년)은 대한민국 수원군에 위치한 폐지된 행정 구역이다.

## 역사
1914년 조선총독부의 부군면 통폐합으로 현재의 수원 생활권이 확정되었다. 남쪽의 넓은 지역을 진위군에 내주고, 남양군의 육지 지역과 안산군 일부, 광주군 일부를 가져왔다. 대충 의왕시와 안산시 남동부까지 영역을 확장한 것. 이 시기에 옛 수원군과 남양군 시절 면들의 통폐합이 이루어져, 남부면·북부면이 수원면으로, 태촌면·장주면이 태장면으로, 안녕면·용복면이 안용면으로, 일용면·형석면이 일형면으로, 음덕리면·둔지곶면·화척지면이 음덕면(해방 이후 남양면으로 개칭, 현 화성시 남양읍) 등으로 통합되었다. 이 중 현재의 수원시 영역은 1914년 당시 수원면(팔달구 매산동, 매교동, 행궁동 일대), 일형면(장안구 전역 및 권선구 구운동, 서둔동, 팔달구 고등동, 화서동 일대), 안용면 일부(권선구 서남부), 태장면 일부(권선구 권선동, 팔달구 동부 및 영통구 일대) 등의 영역에 해당된다. 당시 화성 행궁 내의 낙남헌을 수원 군청으로 사용했다.